# Kreuzkirche (Bielefeld-Sennestadt)

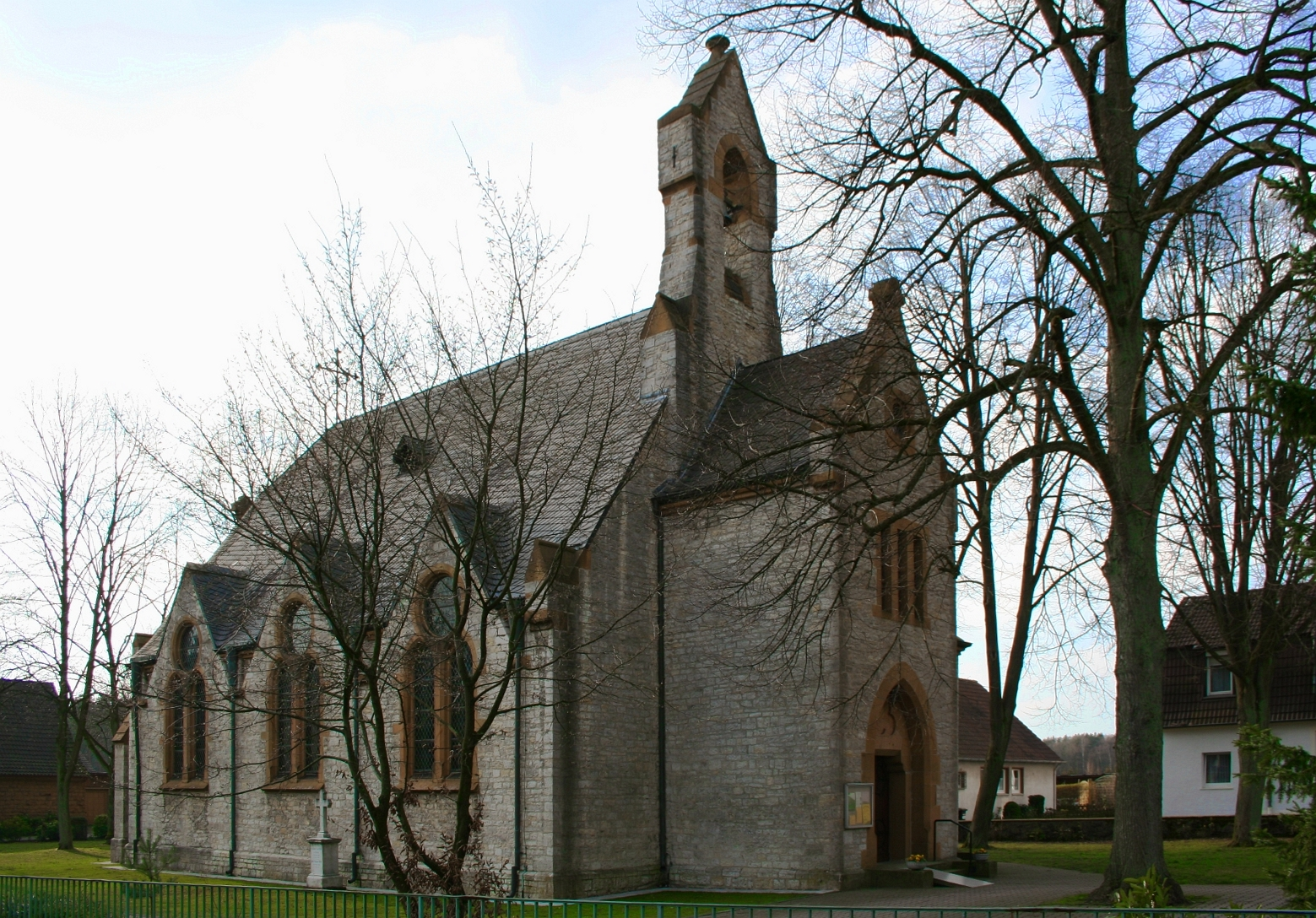
Kreuzkirche, 2007

Die Kreuzkirche im Bielefelder Stadtbezirk Sennestadt ist eine evangelisch-lutherische Pfarrkirche. Sie liegt in unmittelbarer Nähe des Sennestadthauses an der B68. Die Kirche ist ein Baudenkmal.

## Geschichte
Im Jahr 1855 wurden beinahe alle Protestanten der Gemeinde Senne II der Kirchengemeinde Ubbedissen zugeführt. Nur vereinzelt feierte man Gottesdienste in Senne II. Daher gründete man 1873 die Pfarrgemeinde Senne II, die ab 1890 nahezu die gesamte politische Gemeinde umfasste.
Die Kirchengemeinde plante den Bau eines eigenen Gotteshauses. Nach der Gesamtkalkulation 1892 sollte das Haus insgesamt 26.000 Mark kosten. Davon entfielen 21.000 Mark auf Zuschüsse des Staates, wovon das preußische Regierungspräsidium Minden 15.000 und die Gemeinde Senne II 6000 Mark beisteuerten. 2000 Mark wurden geliehen, 2200 Mark stammten aus der Kollekte in der Kirchenprovinz Westfalen. Die fehlenden 800 Mark wurden als Sachleistungen von den Gemeindemitgliedern insbesondere durch Mitarbeit und Spanndienste aufgebracht. Das Chorfenster wurde der Aula des damaligen Gütersloher Gymnasiums entnommen.
Die Grundsteinlegung erfolgte am 21. Juli 1893. Gemäß dem Eisenacher Regulativ wurde die Kirche in Rechteckbauweise errichtet und am 12. September 1894 eingeweiht. Aus Kostengründen verzichtete man auf Heizung und Turm. Der auf einen späteren Zeitpunkt verschobene Turmbau wurde nie verwirklicht. Es wurde zwar bis 1916 für den Bau gesammelt, allerdings ging das eingebrachte Kapital – bis dahin 4000 Mark – gänzlich durch den Verlust der gezeichneten Kriegsanleihen verloren.
Der Kirche wurde eine mit persönlicher Widmung der Kaiserin und Königin Auguste Viktoria versehene Altarbibel überlassen. Die elektrische Lichtanlage wurde 1917 eingebaut, 1926 die Orgelempore erweitert.

## Orgel
Die Orgel wurde 1986 von Reinhart Tzschöckel gebaut und verfügt über 16 klingende Register, die auf zwei Manuale und Pedal verteilt sind. Die Disposition ist wie folgt:
| I Manual C–g3 |              |       |
| 1.            | Rohrgedeckt  | 8′    |
| 2.            | Prinzipal    | 4′    |
| 3.            | Traversflöte | 4′    |
| 4.            | Waldflöte    | 2′    |
| 5.            | Mixtur IV    | 1 ⁄3′ |
|               | Tremulant    |       |

| II Manual C–g3 |            |        |
| 6.             | Gedeckt    | 8′     |
| 7.             | Rohrflöte  | 4′     |
| 8.             | Nasard     | 2 ⁄3′  |
| 9.             | Prinzipal  | 2′     |
| 10.            | Terz       | 1 3⁄5′ |
| 11.            | Krummhorn  | 8′     |
| 12.            | Vox Humana | 8′     |
|                | Tremulant  |        |

| Pedal C–f'1 |            |     |
| 13.         | Subbass    | 16′ |
| 14.         | Bourdon    | 8′  |
| 15.         | Choralbass | 4′  |
| 16.         | Trompete   | 8′  |

## Trivia
- Die Kreuzkirche ist eine beliebte Traukirche.[4]